# 北方領土エリカちゃん
北方領土エリカちゃん（ほっぽうりょうどエリカちゃん）は、北方領土問題対策協会の公式イメージキャラクターであり、同協会による北方領土問題の解説や啓発事業などにおいて用いられている。

## 概要
2008年（平成20年）度に政府広報の一環で制作されたフラッシュコンテンツにおいて、 北方領土問題をわかりやすく説明するキャラクターとして登場した。
2015年7月より、領土返還関係のイベントに着ぐるみで登場している。

## 設定
北方領土の周辺海域で生息する海鳥の女の子。「エリカちゃん」の名前は、アイヌ語で「くちばし(etu)が美しい(pirka)」を意味する鳥のエトピリカに由来する（なお、北方四島交流事業で使用される船の名も上記鳥名に由来する「えとぴりか」である）。

### 友達
エリカちゃんは北方四島が大好きで、四島それぞれにエトピリカのお友達が住んでいる。
- エリマルくん（択捉島）
くいしん坊の大食らい。地元の食材を使った料理が得意。
- エリオくん（国後島）
エリカちゃんのボーイフレンド。アウトドア好きの登山家。
- エリヨシくん（色丹島）
植物や鳥など地元自然の生態に詳しいナイーブでインドアなハカセタイプ。
- エリナちゃん（歯舞諸島）
エリカちゃんの親友で活発な女の子。